# 金手站

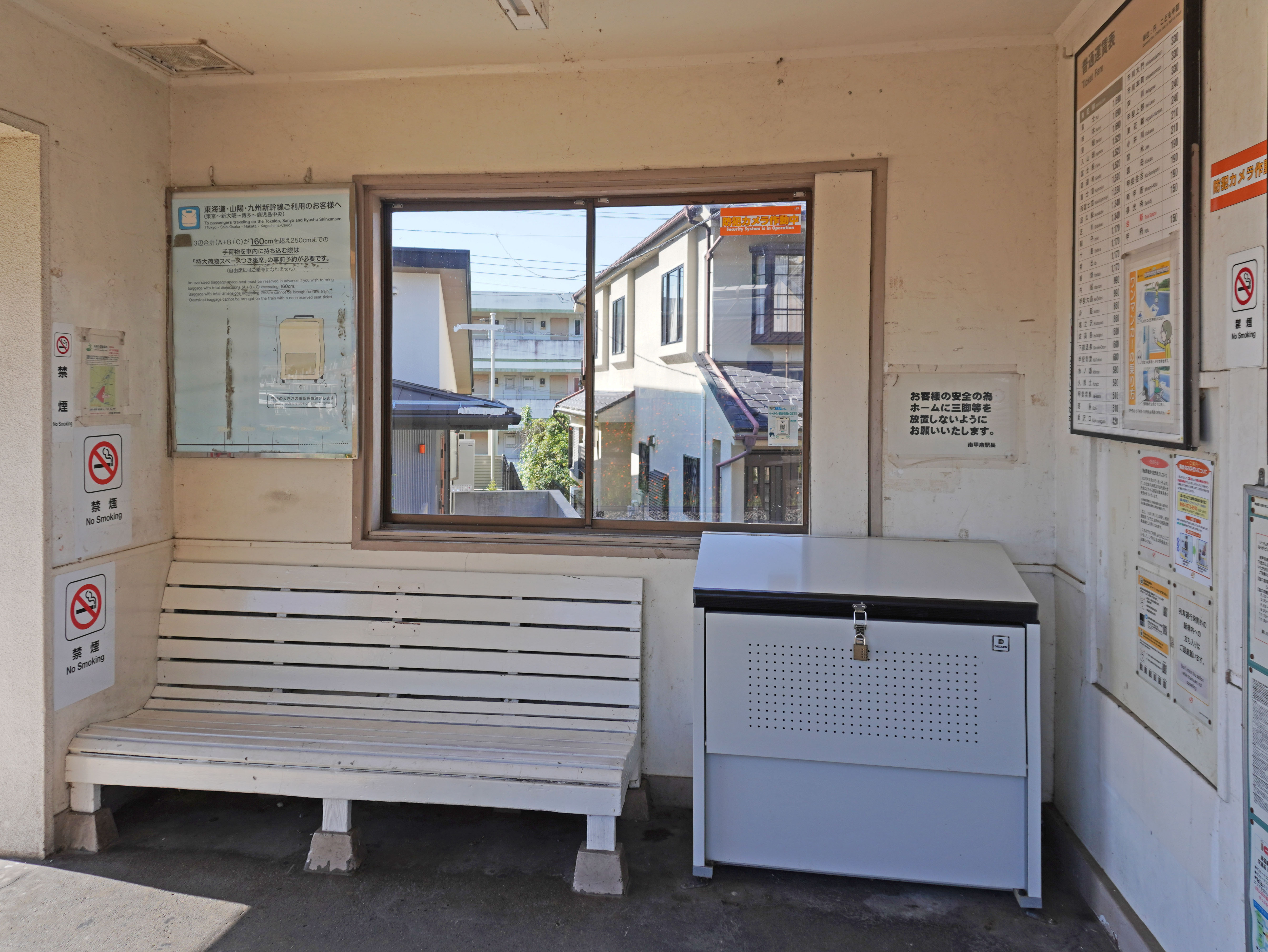
候車室内（2022年10月）

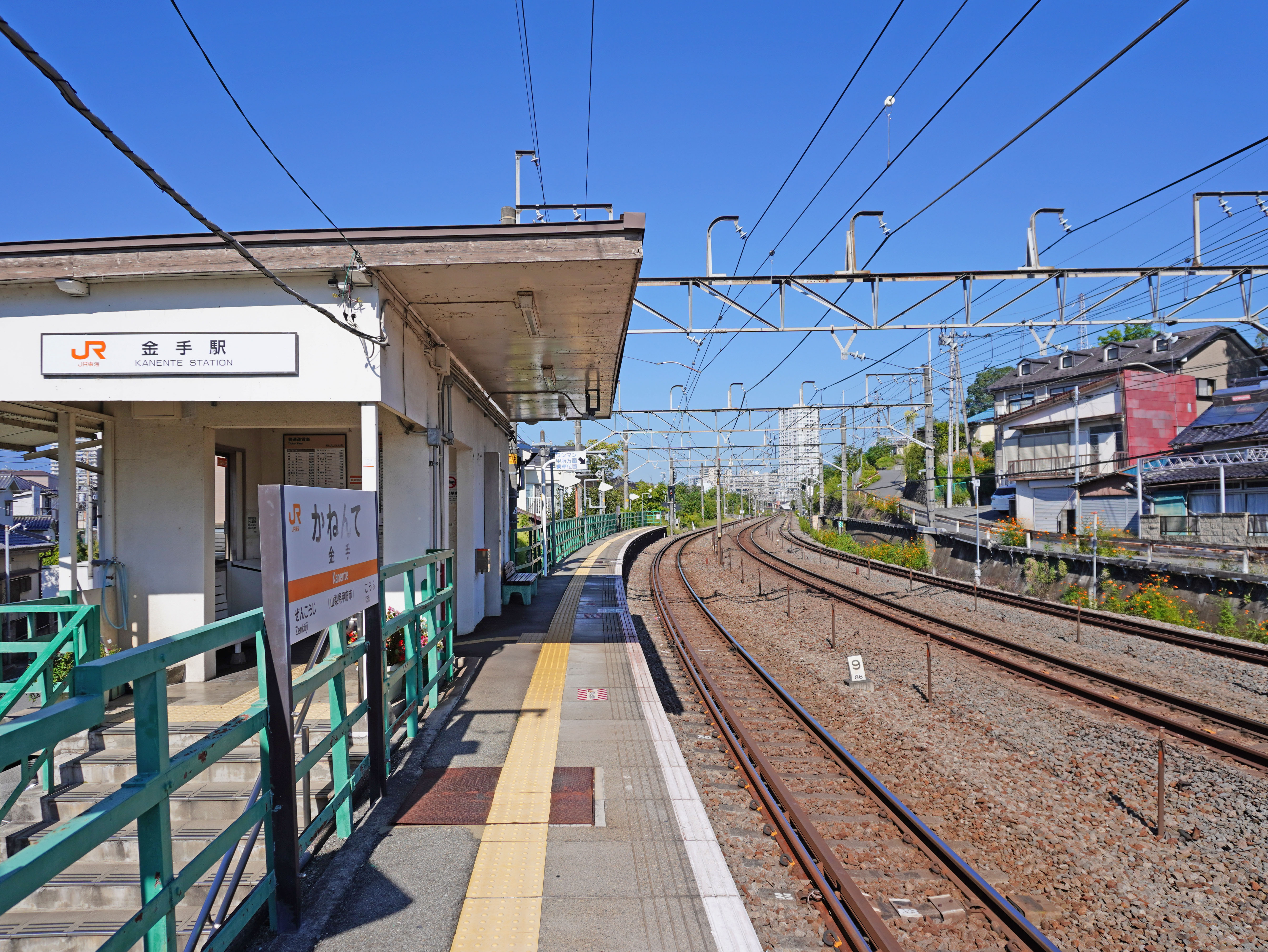
月台（2022年10月）

金手站（日语：／ Kanente eki */?）是位於山梨縣甲府市城東一丁目4號，東海旅客鐵道（JR東海）的身延線車站。

## 歷史
- 1929年（昭和4年）8月15日：富士身延鐵道開設金手停留場[1]。
- 1938年（昭和13年）10月1日：富士身延鐵道借給鐵道省使用，成為身延線[1]。同時升級為車站，開始貨物起卸業務。
- 1941年（昭和16年）5月1日：富士身延鐵道正式國有化[1]。
- 1945年（昭和20年）7月：發生甲府空襲（日语：甲府空襲），此站受損使車站暫停營業。
- 1953年（昭和28年）5月10日：車站重開。
- 1959年（昭和34年）4月1日：結束貨物起卸業務。
- 1970年（昭和45年）10月1日[2]：成為無人車站。
- 1987年（昭和62年）4月1日：伴隨國鐵分割民營化，車站由東海旅客鐵道（JR東海）營運[1]。

## 車站構造
本站是地面車站，設有1面1線的單式月台。月台位於路軌西南方。靠近善光寺一方設有簡易站房，站房與車站出入口之間設有樓梯。大樓沒有廁所。
此站是由南甲府站管理的無人車站，也是是身延線唯一由東京西鐵道管理局管理的車站。而身延線的其餘車站則屬於靜岡鐵道管理局範圍內，此站較早成為無人車站，在站內設有售票處遺蹟。
此站附近的身延線與中央本線並行，但是中央本線沒有在此處設站。相同的事例包括大糸線北松本站（與篠之井線並行）、小海線乙女站、東小諸站（與信濃鐵道線〈舊信越本線〉並行）、由利高原鐵道鳥海山麓線（舊國鐵矢島線）藥師堂站（與羽越本線並行）。此站與以上各站的共通點是所屬路線均為舊私鐵收購路線。因此在國鐵時代，（善光寺 - ）金手 - 甲府之間是東京西鐵道管理局管轄區間。

## 使用狀況
以下為近年1日乘車人次列表：
| 乘車人次變化 | 乘車人次變化     | 乘車人次變化 |
| 年度         | 1日平均 乘車人次 |              |
| ------------ | ---------------- | ------------ |
| 2005         | 45               |              |
| 2006         | 46               |              |
| 2007         | 50               |              |
| 2008         | 54               |              |
| 2009         | 62               |              |
| 2010         | 63               |              |
| 2011         | 56               |              |
| 2012         | 64               |              |
| 2013         | 59               |              |
| 2014         | 49               |              |
| 2015         | 49               |              |
| 2016         | 54               |              |
| 2017         | 60               |              |

## 車站周邊
車站周邊在江戶至昭和時代，均稱為金手町。在1929年（昭和4年）車站啟用當初，車站名稱取自金手町。在1963年（昭和38年），金手町成為城東一丁目至五丁目一部分，金手此地名被消滅。
- 甲府市立圖書館（日语：甲府市立図書館）
- 城東交番
- 甲府市立善誘館小學（日语：甲府市立善誘館小学校）
- 長禪寺（日语：長禅寺 (甲府市)）
- 瑞泉寺
- 教安寺
- 天尊躰寺
- 誓願寺
- 能成寺（日语：能成寺 (甲府市)）
- 歸命院
- 國道411號（日语：国道411号）

## 巴士路線
站前由於道路比較狹窄，因此一般巴士路線不會駛入。最近的巴士站在車站南邊的國道411號上，靠近甲府站一方設有城東一丁目巴士站，靠近石和一方設有甲府市立圖書館入口巴士站。
| 巴士站                        | 巴士站     | 系統                                                                       | 主要途經                           | 目的地     | 巴士公司                     | 備註 |
| ----------------------------- | ---------- | -------------------------------------------------------------------------- | ---------------------------------- | ---------- | ---------------------------- | ---- |
| 城東一丁目 甲府市立圖書館入口 |            | 90                                                                         | 山梨英和大學入口、石和八幡宮、御所 | 御所循環   | 山梨交通                     |      |
| 城東一丁目 甲府市立圖書館入口 | 91         |                                                                            | 山梨英和大學                       |            | 山梨交通                     |      |
| 城東一丁目 甲府市立圖書館入口 | 98         | 山梨英和大學                                                               | 石和溫泉站                         |            | 山梨交通                     |      |
| 城東一丁目 甲府市立圖書館入口 | 99         | 山梨英和大學入口、石和溫泉站                                               | 山梨縣立博物館                     |            | 山梨交通                     |      |
| 城東一丁目 甲府市立圖書館入口 | K2         | 山梨英和大學入口、石和溫泉站、山梨縣立博物館、下黑駒、河口湖站、富士急樂園 | 富士山站 內野                      | 富士急巴士 | 在夏季以外的平日班次前往內野 |      |
| 城東一丁目 甲府市立圖書館入口 | K3         | 山梨英和大學入口、石和溫泉站、山梨縣立博物館、下黑駒                       | 富士山站                           | 富士急巴士 | 經新倉河口湖隧道             |      |
| 城東一丁目 甲府市立圖書館入口 | K4         | 山梨英和大學入口、石和溫泉站入口、山梨縣立博物館                           | 下黑駒                             | 富士急巴士 | 只限平日服務                 |      |
| 城東一丁目 甲府市立圖書館入口 |            | 90・98                                                                     | 甲府站、長塚                       | 敷島營業所 | 山梨交通                     |      |
| 城東一丁目 甲府市立圖書館入口 | 99         | 甲府站、甲府工業高校                                                       | 敷島營業所                         |            | 山梨交通                     |      |
| 城東一丁目 甲府市立圖書館入口 | 98         |                                                                            | 甲府站                             |            | 山梨交通                     |      |
| 城東一丁目 甲府市立圖書館入口 | K2、K3、K4 |                                                                            | 甲府站                             | 富士急巴士 |                              |      |

## 相鄰車站
東海旅客鐵道（JR東海）
 身延線
善光寺－金手－甲府

## 注腳
1. 1 2 3 4 5  曾根悟（監修）. 朝日新聞出版分冊百科編集部（編集） , 编. . 週刊 歴史でめぐる鉄道全路線 国鉄・JR (朝日新聞出版). 2009-07-26, (3): 22–23 （日语）.
2. ↑  鉄道公報  昭和45年9月30日　第6311号
3. ↑  「山梨縣統計年鑑」